# Stalacris
Stalacris is een geslacht van rechtvleugeligen uit de familie krekels (Gryllidae). De wetenschappelijke naam van dit geslacht is voor het eerst geldig gepubliceerd in 2013 door Desutter-Grandcolas.

## Soorten
Het geslacht Stalacris  is monotypisch en omvat slechts de volgende soort:
- Stalacris meridionalis (Desutter-Grandcolas, 2013)